# Robert Marchand (raseteur)
Pour les articles homonymes, voir Marchand et Robert Marchand.
Robert Marchand, né à Nîmes le 8 mai 1940 et mort d'une maladie le 31 janvier 1996, est un raseteur français, quadruple vainqueur de la Cocarde d'or.

## Biographie
Fils d'Augustin Marchand, garde au mas d'Anglas, décédé en avril 1998, il vit à Aigues-Mortes.
En 1966, dans les arènes de Mouriès, il a la vessie perforée par Juif.
Il rasette jusqu'à l'âge de 42 ans, puis devient tourneur.
Il est à l'origine de l'école taurine de Lunel en 1974, puis crée un bar à Saint-Laurent-d'Aigouze.

### Palmarès
- Trophée des jeunes raseteurs : 1962
- Cocarde d'or : 1969, 1967, 1973, 1978[4]
- Trophée Guiraud : 1963, 1965, 1966, 1967, 1969
- Gland d'or : 1970
- Trophée Pescalune : 1970
- Trophée de la mer : 1972, 1975, 1976, 1977